# Костел Святого Флоріана (Шаргород)
Костел Святого Флоріана Шарого — діючий католицький костел Кам'янець-Подільської дієцезії Римо-католицької церкви в Україні в м. Шаргород, Вінницька область. Пам'ятка архітектури і містобудування національного значення.

## Історія

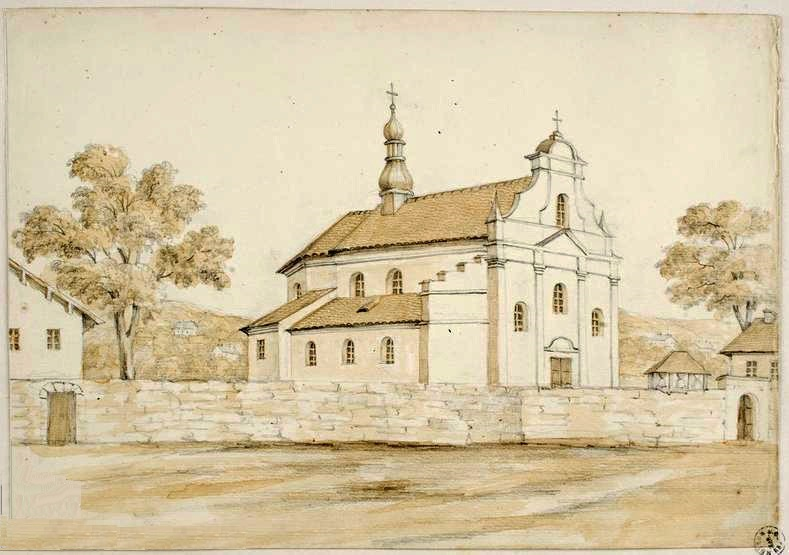
Костел Святого Флоріана. Літографія Наполеона Орди

Базиліка зведена в 1595 р. коштом польського магната Яна Замойського, великого канцлера коронного й освячена на честь Святого Флоріана — покровителя його роду. На честь Флоріана Шарого названо Шаргород. В один рік з костелом у місті зводилася фортеця. Костел зазнав серйозних ушкоджень під час Хмельниччини в 1648 р., був відбудований у 1717 р. з незначними архітектурними переробками, потім ще раз у 1899 р.
Храм закривався лише на нетривалий час у 30-ті роки ХХ ст. на апогеї гонінь більшовиків проти релігії. У 1937 р. під час репресій було розстріляно 300 парафіян із ксьондзом Максиміліаном Туровським. Про цю подію нагадує меморіальна дошка, встановлена у приміщенні костелу.

## Архітектура
Будівлю зведено з мурованого пісковику та каменю в стилі бароко. У плані це тринавна чотиристопна базиліка. Головний фасад увінчаний бароковим фронтоном. Головний вхід вирішений у вигляді трьохпролітної арки, також прикрашеної бароковим фронтоном. На подвір'ї є фонтан зі скульптурами в традиційному стилі. Храм оточує огорожа з надбрамною аркою з витонченої роботи скульптурою Святого Флоріана в ніші. 

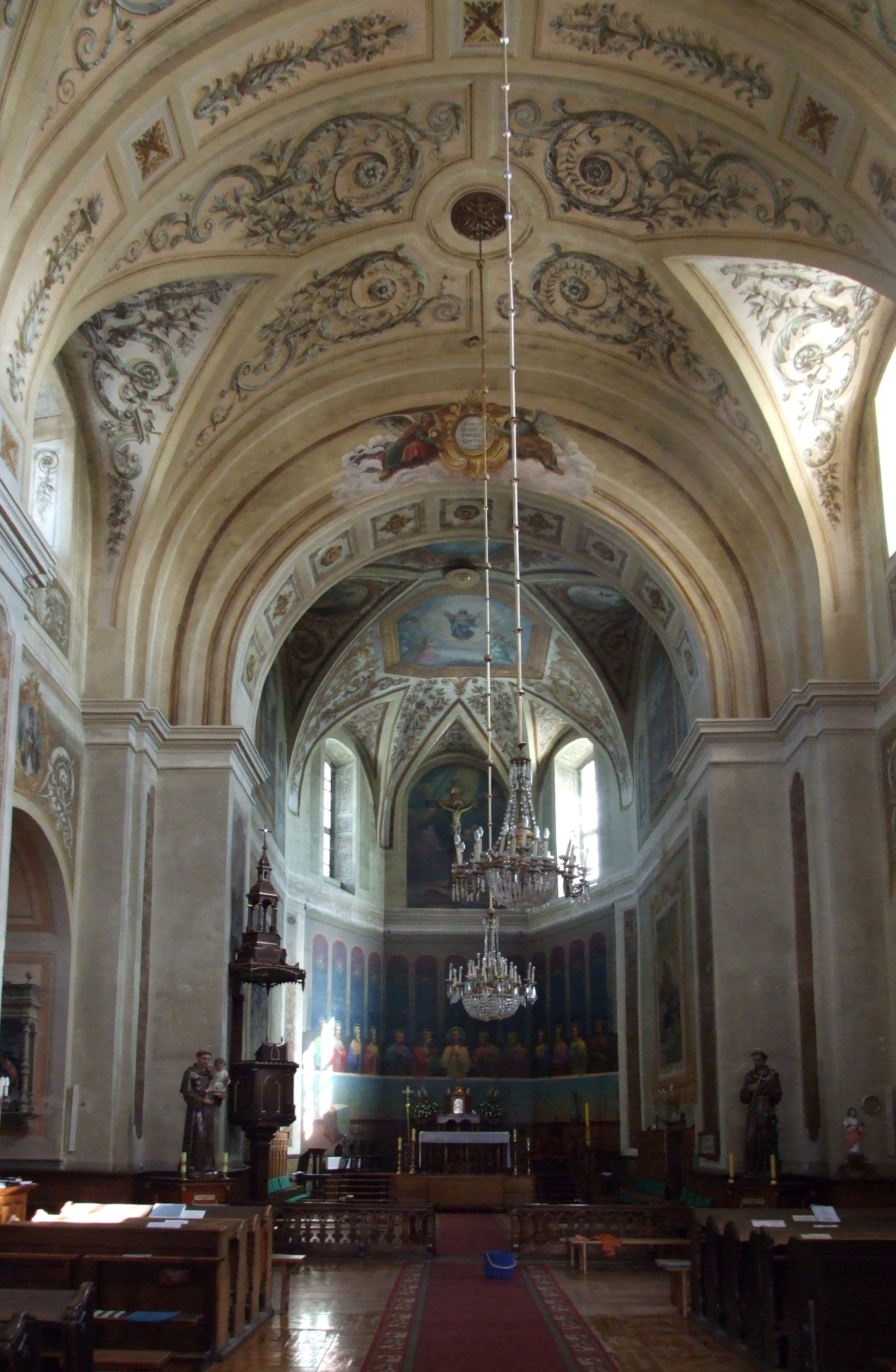
Внутрішній інтер'єр Костелу

## Інтер'єр
У сакристії (різниці) є старовинний портрет фундатора Яна Замойського з вказаними датами життя і надписом: «Ян Сіріуш Замойський, вищий воєначальник і канцлер Коронний, общини Шаргородської року 1585 засновник».

На пілонах та у бічних навах у 1905 р. встановлено 14 привезених з Польщі горельєфних композицій ХІХ ст., виконаних з тонованого алебастру, які зображують хресну дорогу Спасителя; розп'яття роботи італійських майстрів в головному вівтарі, дві дерев'яні поліхромні скульптури і різьблений амвон XVIII ст. На склепіннях і стінах східної частини залишився орнаментальний живопис, виконаний у 1895–1899 рр. художником А. Тенчинським в стилі «гротеск» і розчищений у 1963 р.

На хорах залишився фрагмент органу — віндлада, на якій збереглись декілька регістрів труб, дещо здатних імітувати справжній орган.
Також у костелі встановлена меморіальна дошка на честь мученика за віру,  пробоща костелу  Максиміліана Туровського [Архівовано 20 вересня 2021 у Wayback Machine.], який був розстріляний 8 грудня 1937 року у Медвежогорську.

## Туристичний аспект
У 2007 р. Шаргородський історико-культурний центр духовності та злагоди (Костел Святого Флоріана XVI cт., Свято-Миколаївський чоловічий монастир XVIII–XIX ст., синагога XVI ст.,) був визначений серед переможців обласного конкурсу «Сім чудес Вінниччини».

## Галерея
|       |
| Брама |

|                                    |
| Костел. Ракурс з північної сторони |

|                |
| Костел. Ракурс |

|                                    |
| Костел. Ракурс з південної сторони |

|              |
| План костелу |